# Galerella ochracea
Galerella ochracea är en däggdjursart som först beskrevs av John Edward Gray 1848.  Galerella ochracea ingår i släktet Galerella och familjen manguster.
Arten når en kroppslängd (huvud och bål) av 22 till 29 cm, en svanslängd av 22 till 27 cm och en vikt av 400 till 700 g. Pälsen på ovansidan är spräcklig i brun och grå, ibland med rödaktig skugga. Svansen blir smalare fram till spetsen och den är bra täckt med päls. En svart spets saknas. Några exemplar har en mörkare nos eller mörkare fötter.
Denna mangust förekommer vid Afrikas horn i östra Etiopien, Somalia och kanske nordöstra Kenya. Arten vistas i låglandet och i låga bergstrakter upp till 600 meter över havet. Galerella ochracea fördrar torra regioner.
Födan utgörs antagligen av smådjur. Individerna tros vara dagaktiva.

## Underarter
Arten delas in i följande underarter:
- G. o. ochracea
- G. o. bocagei
- G. o. fulvidior
- G. o. perfulvidus